# Rhynchobapta irrorata
Rhynchobapta irrorata är en fjärilsart som beskrevs av George Francis Hampson 1902. Rhynchobapta irrorata ingår i släktet Rhynchobapta och familjen mätare. Inga underarter finns listade.